# 狩人の夜
『狩人の夜』（かりゅうどのよる、The Night of the Hunter）は、1953年にアメリカで発表されたディヴィス・グラッブによる小説。宮脇裕子による日本語訳が、2002年に東京創元社から創元推理文庫の1冊（ISBN 4-488-23702-9）として刊行された。

## 概要
ウェストバージニア州出身の小説家であるディヴィス・グラッブの処女作。グラッブは本書が刊行される前に、習作として『Not in Our Stars』と『And Spring Came On Forever』という二冊の小説を著していたが、何れも出版には至っていない。
南北戦争後のアメリカ南部の社会情勢を描いた、南部ゴシックの代表的な作品である。小説に登場する偽伝道師ハリー・パウエルは、2人の未亡人と3人の子供殺しの罪で1932年に処刑された実在の殺人犯ハリー・パワーズがモデルである。ハリー・パウエルは当時のアメリカ南部における宗教的抑圧の象徴であるとされる。
本書は発表されるや全国的なベストセラーとなり、1955年度の全米図書賞の最終候補にも選ばれた。

## あらすじ
物語の舞台は1930年代、大恐慌の嵐が吹き荒れるウェストバージニア州。オハイオ川沿岸のクリーサップ埠頭に住むベン・ハーパーは、家族のために強盗殺人を犯して捕まるが、強奪した1万ドルの在り処を誰にも告げることなく処刑されてしまう。ちょうど彼と同じ監獄に入った偽りの伝道師ハリー・パウエルは、ベンから金の在り処を聞き出そうとするが、結局果たせず釈放される。ハリーは未亡人ばかりを狙って詐欺と殺人を繰り返す、まさしく後家殺しであったが、聖職者という隠れ蓑のお蔭で、凶悪な犯行に関しては投獄されるのを免れていた。
ハーパー家には、未亡人となったウィラと9歳のジョン、4歳のパールの3人が残された。ベンが処刑され、ウィラが地元のアイスクリーム屋で働いて生計を立てるようになった或る日、クリーサップの街にハリーが突然あらわれた。ハリーの右手の親指以外の4本の指には「L・O・V・E」、左手の方には「H・A・T・E」の、それぞれの4文字が刺青されていた。その刺青を用いた巧みな説教によって、人々に取り入ることに成功したハリーは、ウィラと再婚。子供たちからベンが隠した大金の在り処を聞き出そうとする。

## 評価
『狩人の夜』は出版後、批評家たちから概ね好意的な評価をされた。批評家たちは小説のサスペンスフルな筋書き、ハリー・パウエルの異常な人物描写、作者であるグラッブの巧みなストーリーテリングを賞賛した。それらの好意的な評価の反面、登場人物の台詞が時に詩的に過ぎ、作品が暗い要素を失いしばしばメロドラマに堕しているという批判もなされた。本書についてニューヨーク・ヘラルド・トリビューン紙の批評家であるジーン・バロは、「才能に富んだ作家が持つ強みを伝える、注目に値する処女作」であり、「作者の知性が作品中に見え隠れし、物語を複雑にしているという欠点がないでもないが、それにも関わらず非常に刺激的で読みやすい小説」だと評した。
現在本書は、アメリカ文学における古典の一つとしての地位を築いている。

## 映画
1955年にユナイテッド・アーティスツ配給で映画化された。映画の監督はチャールズ・ロートン、脚本はジェームズ・エイジーが担当した。公開当時は不評であったため日本では公開されなかったが、現在ではアメリカ映画を代表する傑作として高く評価されている。